# Milewo-Gałązki
Milewo-Gałązki est un village polonais de la gmina de Grabowo, dans le powiat de Kolno, voïvodie de Podlachie, au nord-est du pays.
Il est situé à environ 17 km au nord-est de Kolno et à 83 km au nord-ouest de la capitale régionale Białystok.
Sa population s'élève à environ 100 habitants.